# Edgar Bytebier
Edgar Bytebier est un peintre belge, principalement de figures et de paysages, né à Gand en 1875 et mort à Dilbeek en 1940.

## Biographie

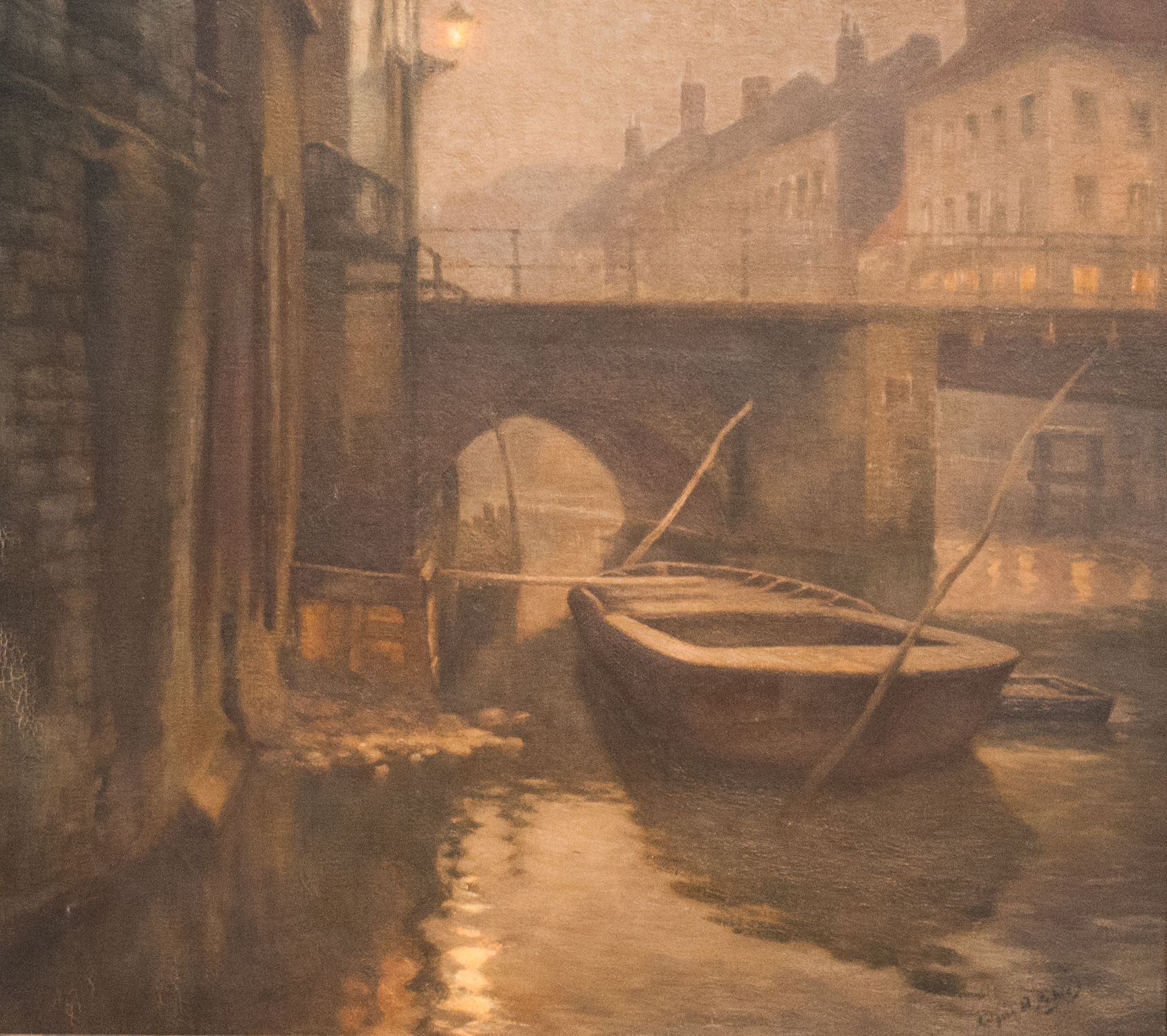
1906, Musée des beaux-arts de Gand

Après des études à l'Académie gantoise, Edgar Bytebier se perfectionne à l'Académie royale des beaux-arts de Bruxelles.
Peintre resté fidèle aux bonnes leçons de ses maîtres, il a livré des paysages harmonieux et colorés, toujours marqués par les derniers soirs du romantisme. C'est, selon Eugène De Seyn, « un amoureux des soirs mélancoliques, un rêveur de visions nostalgiques ».
Il eut une influence sur le jeune Lismonde, qui aimait à l'accompagner dans ses randonnées picturales.
En 1923, il est mandaté pour restaurer, de concert avec Guillaume Montobio, les fresques des Floralies gantoises réalisées dix ans plus tôt.

## Œuvres
- À l'ombre de Saint Guidon (pastel)